# Cirano Group
Cirano Group est un groupe multimédia implanté sur l'île de la Réunion depuis 1996.

## Historique
Le groupe H2R est créé en 1996. 
En mai 2017, H2R devient Cirano (acronymie de cinéma, internet, radio et nouveaux médias),. Le groupe s'installe dans l'ancienne caserne d'artillerie de Saint-Denis, anciens bâtiments de RFO,. L'espace multimédia baptisé Le Barachois accueille des studios IP partagés par plusieurs radios (NRJ Réunion, Chérie FM, Exo FM, RTL...) et le Studec (école des médias de l’océan Indien).
Après des négociations exclusives entamées en juillet 2021 entre Cirano et le groupe Océinde, Cirano devient propriétaire de la chaîne Antenne Réunion le 25 novembre 2021 .

## Structure
Le groupe Cirano regroupe les sociétés Radio Régie (communication production audiovisuelle), Adrun, Holding Réunion Radios (H2R), Médiapromotion, Néopromotion, Médias Services Océan Indien, Radio Régie (communication production audiovisuelle), Adrun, Holding Réunion Radios (H2R), Médiapromotion, Néopromotion, et Médias Services Océan Indien.
Ses activités radio incluent les déclinaisons de NRJ, Rire et Chansons, Chérie FM et RTL à La Réunion.